# Mind’s Eye (album)
Mind’s Eye – pierwszy album studyjny amerykańskiego wirtuoza gitary Vinniego Moore’a. Wydawnictwo ukazało się w 1986 roku nakładem wytwórni muzycznej Shrapnel Records. Nagrania zostały zarejestrowane w Prairie Sun Recording Studios w Cotati w stanie Kalifornia.

## Lista utworów
Opracowano na podstawie materiału źródłowego.
1. "In Control" (Vinnie Moore) - 4:38
2. "Daydream" (Vinnie Moore) - 4:31
3. "Saved by a Miracle" (Vinnie Moore) - 5:19
4. "Hero Without Honor" (Vinnie Moore) - 7:19
5. "Lifeforce" (Vinnie Moore) - 4:02
6. "N.N.Y." (Vinnie Moore) - 3:43
7. "Mind’s Eye" (Vinnie Moore) - 3:28
8. "Shadows of Yesterday" (Vinnie Moore) - 4:34
9. "The Journey" (Vinnie Moore) - 5:26

## Twórcy
Opracowano na podstawie materiału źródłowego.
| - Vinnie Moore – gitara - Tony MacAlpine – instrumenty klawiszowe - Tommy Aldridge – perkusja - Andy West – gitara basowa |  | - Steve Fontano – inżynieria dźwięku, produkcja muzyczna - Dino Alden – inżynieria dźwięku - George Horn – mastering - Mike Varney – produkcja muzyczna |